# 一號糧倉
25°02′51″N 121°32′42″E / 25.047396°N 121.545103°E
一號糧倉，位於臺灣臺北市松山區中崙里，為二次大戰時日本政府建立的倉庫，今列歷史建築，以民間經營超市與餐廳作文資活化。

## 歷史

### 建立
位於松山區八德路二段346巷3弄2號的一號糧倉建於1944年，占地約700平方公尺。當時日本政府為防範台北橋遭轟炸，使台北斷炊，便選在市中心興建儲存由南臺灣供應米糧的戰備糧倉。
2012年台北市文化局第二科科長鄧文宗解說，一號糧倉是標準統制倉類型建物，其特色為檜木桁架，牆壁為多層牆體，有防濕、隔熱、通風等效果。窗戶都加封鐵網，可防人丟火苗。

### 保存
二十餘歲就管理一號糧倉四十餘年的的姚木森回憶，戰後國民政府接收，一號糧倉作為堆放文件、麻袋和鐵箱等雜物的倉庫，原始風貌至今未改變；就連糧倉的鐵大門，都還可見到二戰時美軍掃射的彈孔。
房地管理的行政院農委會農糧署北區分署，在一號糧倉達使用年限後，依國有財產相關規定應報廢拆除，移交財政部國有財產署處理。附近居民聽聞後覺得相當可惜，便透過台北市政府申訴系統及文建會電子信箱反映一號糧倉的文化資產價值，希望能予保存。2010年8月，文化局組成專案小組進行一號糧倉文資價值鑑定會勘，肯定其具文資保存價值，遂依程序提送文資委員會進行審議；文資委員會於2011年2月22日通過登錄歷史建築。

### 活化
2012年12月3日，推動「老房子文化運動」計畫的台北市文化局局長劉維公在一號糧倉舉辦記者會。為應財政部國有財產局、台灣鐵路管理局、台灣銀行等單位協商後釋出台北市八十多棟老房子，文化局分梯推出老房子計畫提供民間出資修復，讓文創工作者進駐。第一梯次有廿間老房子，包括一號糧倉、陽明山美軍宿舍群、臺灣省農業試驗所分所長宿舍等，於12月10日開放文創工作者登記，三個月內申請者提出修繕計畫與再利用計畫。
一號糧倉吸引六組團隊競逐，最後以立偕生活由糧倉概念發想的提案得標。在立偕建設總經理張巍懷的行動下，立偕生活出資新臺幣二千八百萬元、耗時三年修復。修復後，獲得中華民國文化部第五屆國家文化資產保存獎。修復後的一號糧倉，一樓仿效楊儒門的248農學市集，販售在地小農食材；二樓的餐廳提供爐烤桂丁雞、台灣牛頰牛肉麵、海鮮燉飯等台灣料理。
2016年7月23日正式開幕當天，張巍懷邀集台北市不動產開發公會理事長陳春銅等貴賓參加。張巍懷因腦溢血於2020年8月過世後，文資委員丘如華追弔說，張巍懷在一號糧倉及樂埔町下了很大功夫，是修復保存先鋒，更帶領修復風向。
中崙里里長陳碧雲是希望一號糧倉部分空間挪作為里民活動中心。2015年11月3日市長柯文哲會勘後，台北市民政局局長藍世聰表示，因一號糧倉已參加老房子計畫，民政局會研議利用里內的警察宿舍增設里民活動中心。
2021年萬華疫情爆發後，曾在2018、2019年連獲米其林指南必比登推介的一號糧倉餐廳於6月18日歇業。2021年8月13日，一號糧倉重新恢復營業。

## 外部連結
- 一號糧倉的Facebook專頁
- 官方网站